# Schindler Group

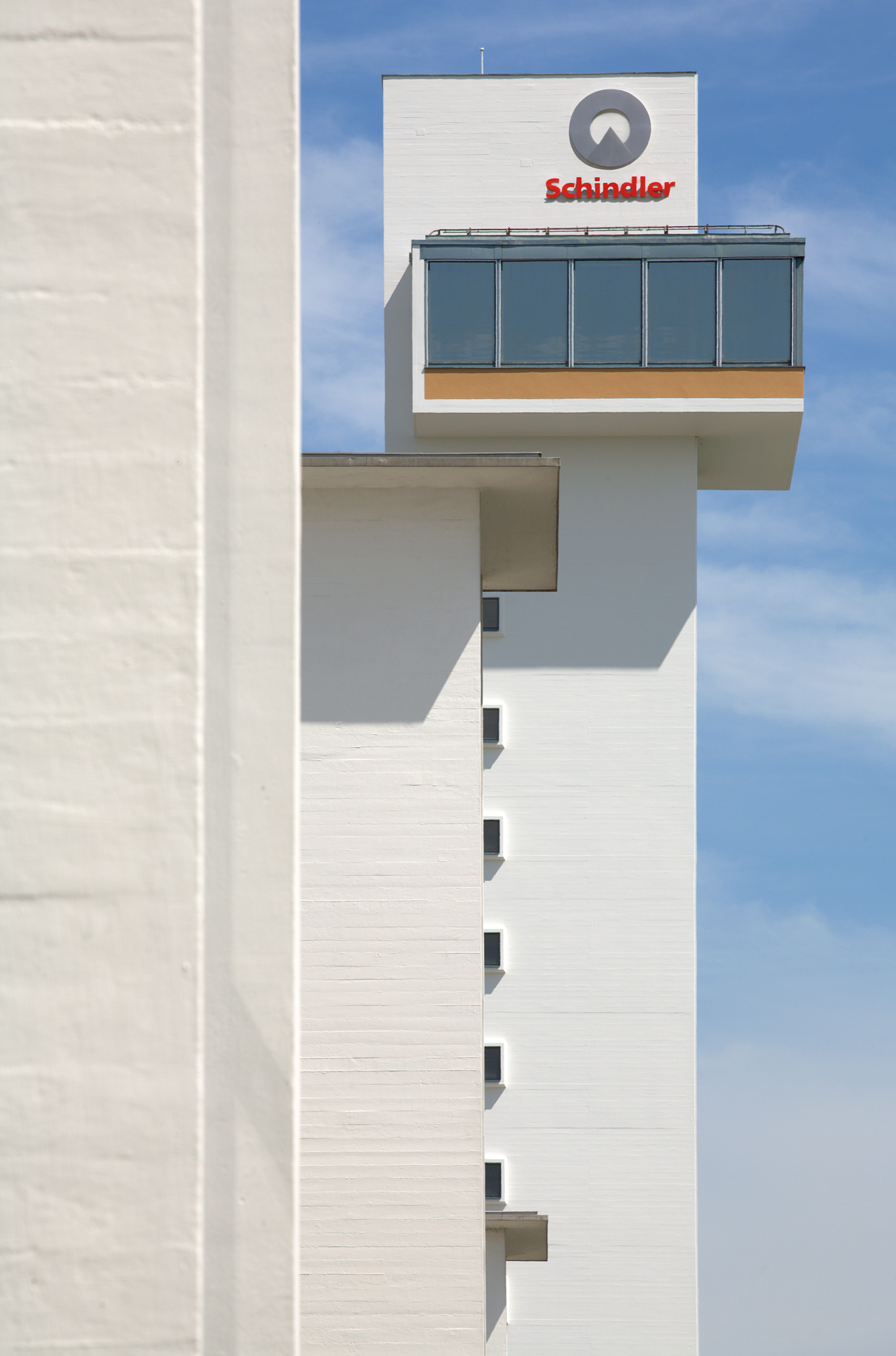
Torre sperimentale della Schindler ad Ebikon, Lucerna

Schindler Group è il più grande produttore di scale mobili ed il secondo più grande produttore di ascensori a livello mondiale.
Fondato a Lucerna nel 1874, oggi il gruppo Schindler è presente in più di 130 paesi nel mondo ed impegna circa 64.000 persone. Effettua installazioni, manutenzioni ed ammodernamenti di ascensori e scale mobili in tutti i tipi di edificio (residenziale, commerciale ed High-Rise) e su navi da crociera e maxi yacht. Il 30% del fatturato deriva dall'area Asia Pacifico.
CEO di gruppo è lo svizzero Thomas Oetterli, mentre presidente del Consiglio di Amministrazione è l'italiano Silvio Napoli Il gruppo Schindler ha registrato nel 2018 un fatturato di 11,6 miliardi di CHF e un utile netto di circa 1 miliardo di CHF
Il gruppo è quotato presso la SIX Swiss Exchange.
È membro dell'Istituto europeo per le norme di telecomunicazione (ETSI).

## La storia
L'azienda fu fondata in Svizzera nel 1874 da Robert Schindler ed Eduard Villiger. Dopo poco tempo, fu costruita un'officina d'ingegneria meccanica su un'isola nel fiume Reuss a Lucerna, per la produzione di costruzioni per ascensori e macchine di tutti i tipi.
Già nel 1906 fu creata a Berlino la prima sede all'estero e nel 1937 in Brasile seguì la prima fabbrica oltreoceano.
- 1874 Fondazione dell'azienda con l'inizio di produzione di macchine agricole
- 1892 Inizio della fabbricazione di ascensori ad azionamento elettrico
- 1902 Installazione dei primi ascensori in Vaticano
- 1925 Il logo «Schindler 1874», usato dal 1910, protetto e rilanciato
- 1929 Fondazione della Holding «Pars Finanz»
- 1936 Installazione della prima scala mobile, la cosiddetta «Flohr»
- 1957 Trasloco da Lucerna nel nuovo stabilimento di Ebikon
- 1960 La Pars Finanz acquista la Schlieren (SWS), costruttrice di vagoni e ascensori
- 1961 Primo ascensore al mondo con manovra ai transistor - un prodotto della SWS
- 1970 Pars Finanz diventa Schindler Holding
- 1974 Joint-Venture nella regione Asia-Pacific: nasce Schindler Jardine Group
- 1980 Prima Joint-Venture di una ditta occidentale con la Cina: CSE China Schindler Elevators
- 1985 Nuovo Corporate Identity con tre strisce rosse in verticale
- 1989 Acquisto del segmento ascensori e scale mobili della Westinghouse Electric Corporation negli USA
- 1991 Un grande incendio nella notte del 25 gennaio distrugge gran parte della fabbrica e della torre sperimentale di Ebikon
- 1993 Schindler ottiene il primo posto mondiale nel settore delle scale mobili
- 1997 Introduzione dello «Schindler Mobile» (trazione posta al di sotto della cabina)
- 1998 Introduzione dello Schindler «Smart MRL» (ascensore privo di locale macchine)
- 1999 Acquisto delle aziende Atlas (Brasile) e Haushahn (Germania)
- 2000 Primo cavo al mondo ad essere completamente sintetico («Schindler Aramid»)
- 2006 Nuovo Corporate Identity con logo modernizzato «Schindler 1874»